# Maison Egibi
La maison Egibi est une famille d'entrepreneurs ayant vécu à Babylone tout au long du VIe siècle av. J.-C., de la fin de l'empire néo-assyrien à la répression d'un soulèvement de Babylone par Cyrus le Grand.
Les activités entrepreneuriales et commerciales de cette famille sont très bien connues de par la découverte de ses archives comprenant environ 1 700 tablettes d'argile et recouvrant cinq générations. Ces archives permettent ainsi de lever le voile sur les activités d'une famille urbaine notable de Mésopotamie, proche du pouvoir royal (néo-assyrien puis néo-babylonien) et investissant dans plusieurs secteurs économiques de l'époque. Les documents nous renseignent sur les activités d'investissement (achat de plantations et de palmeraies), de transport de marchandise, de gestion de brasseries et de débits de boisson, ou encore d'activités d'entremise financière (presque bancaires). La maison Egibi partage ces activités avec d'autres familles mésopotamiennes.

## Origine
Le mot Egibi est une translittération du sumérien e.gi-ba-ti.la, forme longue trouvée occasionnellement dans les archives. Dans un texte sur les noms des ancêtres, les scribes babyloniens l'assimilent à Sin-taqisha-liblut, qui peut se traduire par "Ô Sîn, tu as donné (l'enfant), puisse-t-il maintenant vivre et prospérer". Le nom de famille apparait dans les archives babyloniennes vers le VIIIe siècle av. J.-C. À partir du VIe siècle av. J.-C., plus de deux cents individus se réclament comme descendants d'Egibi,.
Dans les études antérieures (Archibald Sayce ; Friedrich Delitzsch,), le fondateur de la famille était connu sous le nom de Jacob, donc d'origine juive, dont on pensait à un moment donné qu'il était actif au plus tôt à la fin du VIIe siècle av. J.-C. F. El Peiser (1897) pensait que la famille n'avait rien à voir avec Jacob et, après un réexamen ultérieur, Wallis Budge a estimé que la question de Jacob n'avait pas été prouvée de manière concluante. La famille serait active dès le IXe siècle av. J.-C. (Boardman, Edward, Hammond 1991), et serait plutôt d'origine suméro-babylonienne et non juive,,,,,,,.

## Personnalités
Le chef de la maison en 528 av. J.-C. était Itti-Marduk-balatu, actif à Opis à cette époque (Darius Ier a commencé à régner en 520 av. J.-C.). L'héritage de la maison a été réparti entre les fils de la famille en 508 av. J.-C. Itti-mardu-balāțu (fils de Nabū-Aẖẖē-iddin) transmet son héritage à trois fils. L'aîné, Marduk-nāṣir-apli, reçoit la moitié, Nergel-ušēzib et Nab-(a)ḫḫē-bulliț le reste divisé entre eux. Marduk-nāșir-apli était vraisemblablement le chef pendant la période allant de 521 à 487 av. J.-C. Dans la chronologie de Moore et Lewis, la maison Egibi est contemporaine d'Iranu,,,,,,,.

## Activités
Les maisons d'affaires de la Babylonie néo-babylonienne et achéménide, les plus anciennes connues de l'archéologie, étaient impliquées dans la vente, l'achat et l'échange de maisons, de champs, d'esclaves, de gestion de commerces et d'opérations bancaires. En tant que créanciers, elles acceptaient des dépôts pour les conserver, finançaient le commerce international et fondaient des sociétés commerciales. Tous les fonds utilisés par les membres de la famille à ces fins provenaient des fonds propres de la maison, et non de l'argent provenant de dépôts effectués par d'autres personnes. Ils acceptaient des dépôts, accordaient des prêts, remboursaient les dettes des clients et permettaient l'acquisition de biens en vue d'un paiement ultérieur en accordant des crédits. La famille a connu un grand succès dans le commerce des produits agricoles, ce qui lui a permis d'acquérir de vastes étendues de terre, et certains de ses membres sont devenus des fonctionnaires de premier plan à Babylone,,,,.
La famille est impliquée dans la gestion des terres entre 518 et 501 av. J.-C. pour le trésorier du roi,.
Nabuchodonosor II (vers 605 - 562 av. J.-C.) est un souverain néo-babylonien qui a favorisé la maison Egibi. Il a formé son armée en concédant des terres aux combattants, ce qui leur permettait de les louer à des fermiers et d'en tirer des revenus. Les hommes qui possédaient des terres pouvaient ainsi aller combattre dans l'armée pour les besoins de Nabuchodonosor.
Certains membres de la maison Egibi ont été employés par les rois successifs, qu'ils soient néo-assyriens, néo-babyloniens ou perses (par exemple Nebo-akkhi-idin en tant que juge).

## Archives familiales
Les archives sont constituées de tablettes documentant cinq générations, rédigées par ses membres entre 602 et 486 av. J.-C. Les premières générations Egibi tiraient leur richesse de la propriété foncière plutôt que d'un emploi public. Le roi Nūr-Sin (577-480) est documenté dans les archives Egibi.
Les archives Egibi ont été découvertes entre la fin du XIXe siècle et le début du XXe siècle. Le plus grand nombre d'artéfacts archéologiques (la plus grande source existante de Néo-Babylonie) se rapporte à l'entreprise à l'époque d'Ashur-ahu-iddina (680-669).
Les archives s'interrompent soudainement en l'an 4 du règne de Xerxès Ier (482 av. J.-C.), après la révolte de Babylone contre le pouvoir perse. Une autre famille, la maison Murashu, dont les archives documentent le Ve siècle av. J.-C., prend alors le relai de la description des activités d'une famille notable mésopotamienne.